# Aleksander Sergejevič Jakovljev
Aleksander Sergejevič Jakovljev [aleksánder sergéjevič jakóvljev] (rusko Алекса́ндр Серге́евич Я́ковлев), ruski letalski inženir, letalski konstruktor in general, * 1. april (19. marec, ruski koledar) 1906, Moskva, Rusija, † 22. avgust 1989, Moskva.

## Življenje in delo
Jakovljev je bil eden od osnovalcev sovjetske izdelave letal, jadralnega letenja in letalskega športa. Svoje prvo jadralno letalo AVF-10 (АВФ-10) je izdelal leta 1924 in ultralahko letalo AIR-1 (АИР-1) leta 1927. Jadralno letalo AVF-10 je prvič vzletelo 15. septembra 1924 in se je odlično izkazalo v zraku.
Leta 1918 je začel službovati v Rdeči armadi.
Od leta 1924 je delal kot strokovnjak za motorje, nato pa je leta 1927 začel študirati na akademiji Žukovski. Tu je diplomiral leta 1931. Najprej je bil inženir v letalski tovarni, kjer so leta 1932 ustanovili konstrukcijski biro za lahko letalstvo. 
Leta 1934 je ustanovil Konstrukcijski biro Jakovljeva kot OKB-115 (ОКБ-115). Leta 1935 je v letalski tovarni postal glavni konstruktor, med letoma 1956 in 1984 pa je bil vodja konstrukcije letal v Biroju Jakovljeva.
Med 2. svetovno vojno je ta oddelek skonstruiral in izdelal znamenita bojna letala, na katerih je letelo veliko sovjetskih letalskih asov. Med letoma 1940 in 1946 je bil podpredsednik letalske industrije.
Biro Jakovljeva je izdelalo več kot 200 tipov in izvedenk letal, in od tega dobrih 100 serijskih. Na letalih Jakovljev so dosegli 74 svetovnih rekordov.

## Priznanja

### Odlikovanja in nagrade
- Leninova nagrada (1972)
- Stalinova/Državna nagrada ZSSR (1941, 1942, 1943, 1946, 1947, 1948, 1977)
- zlata aviacijska medalja FAI
- red Lenina (10×)
- red oktobrske revolucije
- red rdeče zastave (2×)
- red Suvorova 1. in 2. razreda
- red domovinske vojne 1. razreda (2×)
- red rdeče delavske zastave
- red rdeče zvezde
- častnik legije časti

1. ↑  Яковлев Александр Сергеевич // Большая советская энциклопедия: [в 30 т.] — 3-е изд. — Moskva: Советская энциклопедия, 1969.
2. ↑  Brockhaus Enzyklopädie
3. ↑  data.bnf.fr: platforma za odprte podatke — 2011.